# Clark Connors
Connor Deutsch (né le 6 octobre 1993 à Snoqualmie, Washington) est un catcheur américain. Il travaille actuellement à la New Japan Pro Wrestling.

## Carrière

### New Japan Pro Wrestling (2018-...)

#### Young Lion (2018–2020)
Lors de Wrestle Kingdom 14, lui, Karl Fredericks, Alex Coughlin et Toa Henare battent Great Bash Heel (Togi Makabe et Tomoaki Honma), Yota Tsuji et Yuya Uemura.

#### NJPW Strong et Wild Rhino (2020–2022)
Lors de Strong Style Evolved 2022 - Tag 1, il perd contre Tom Lawlor et ne remporte pas le Strong Openweight Championship.
Le dernier jour du tournoi, lui, Titán, Yoh et Robbie Eagles perdent contre Wheeler Yuta, El Lindaman, Ace Austin et Alex Zayne.
Il est par la suite annoncé comme faisant partie des catcheurs de la NJPW ayant une chance de participer à Forbidden Door (2022) et de faire partie d'un Fatal 4-Way Match pour couronner le premier Champion All-Atlantic de la AEW. Lors de son premier match, il bat Tomoaki Honma, mais perd son match de qualification finale contre Tomohiro Ishii, qui se qualifie donc pour le PPV. Cependant, il a été révélé plus tard qu'Ishii avait subi une blessure au genou gauche, donc Connors prend sa place dans le match, face à PAC, Malakai Black et Miro pour le Championnat All-Atlantic de la AEW qu'il perd au profit du catcheur anglais,.

#### Bullet Club (2023-...)
Lors de Battle In The Valley 2023, il perd contre Zack Sabre, Jr. et ne remporte pas le NJPW World Television Championship.
Lors de Multiverse United, il perd contre Trey Miguel dans un Scramble Match qui comprenaient également Frankie Kazarian, Kevin Knight, Rich Swann et Rocky Romero et ne remporte pas le Impact X Division Championship.
Lors de Capital Collision 2023, lui, Chaos (Chuck Taylor, Lio Rush et Rocky Romero) et The DKC perdent contre Gabriel Kidd, Intergalactic Jet Setters (Kevin Knight et Kushida), Mike Bailey et Volador Jr.. Il effectue un Heel Turn après le match en attaquant The DKC. Plus tard dans le show, il rejoint le leader du Bullet Club, David Finlay, sur le ring et rejoint officiellement le Bullet Club. Le lendemain, il bat The DKC,.
Lors de Dominion 6.4 In Osaka-Jo Hall, il lance un défi à The United Empire (TJP et Francesco Akira) après la victoire de ces derniers contre Intergalactic Jet Setters pour les IWGP Junior Heavyweight Tag Team Championship avec Drilla Moloney se révélant comme son partenaire ainsi que le nouveau membre du Bullet Club,. Lui et Drilla Moloney accompagnent ensuite le leader du Bullet Club, David Finlay, lors de la défense du NEVER Openweight Championship de ce dernier contre El Phantasmo.
Lors de STRONG Independence Day - Tag 1, lui et Drilla Moloney battent Catch 2/2 (TJP et Francesco Akira) et remportent les IWGP Junior Heavyweight Tag Team Championship. Lors de STRONG Independence Day - Tag 2, ils conservent leurs titres contre Chaos (Rocky Romero et Yoh). Lors de Destruction In Ryogoku 2023, ils conservent leur titres contre Intergalactic Jet Setters. Lors de Royal Quest III, ils conservent leur titres contre Cameron Khai et Leon Slater. Lors de Wrestle Kingdom 18, ils perdent leur titres contre Catch 2/2.
Lors de Battle In The Valley 2024, lui et Alex Coughlin perdent contre Guerrillas of Destiny (El Phantasmo et Hikuleo) et ne remportent pas les Strong Openweight Tag Team Championship.

## Palmarès
- New Japan Pro Wrestling
  - 2 fois IWGP Junior Heavyweight Tag Team Championship avec Drilla Moloney
  - Lion’s Break Crown (2020)